# Phong, Từ Châu
Phong (chữ Hán giản thể: 丰县, âm Hán Việt: Phong huyện) là một huyện thuộc địa cấp thị Từ Châu, tỉnh Giang Tô, Cộng hòa Nhân dân Trung Hoa. Huyện Phong có diện tích 1.450 km², dân số 1,05 triệu người.
Vào thời nhà Tần, địa danh này là Phong Ấp, thuộc huyện Bái, là quê hương của Hán Cao Tổ Lưu Bang.
Về mặt hành chính, huyện Phong chia ra thành 14 trấn, bao gồm: Phượng Thành, Thủ Tiện, Thuận Hà, Thường Điếm, Hoan Khẩu, Sư Trại, Hoa Sơn, Lương Trại, Phạm Lâu, Tôn Lâu, Tống Lâu, Vương Câu, Triệu Trang, Đại Sa Hà.